# Pharmacopsychose
 Mise en garde médicale
Une pharmacopsychose ou « psychose induite par une substance » est un syndrome délirant induit par la prise de toxiques hallucinogènes (cannabis, LSD ou autre). L'effet est souvent temporaire et s'arrête avec l'arrêt de la consommation. C'est un diagnostic différentiel fréquent de la schizophrénie.
Des substances psychoactives légales et illégales sont impliquées dans la cause, l'exacerbation et/ou la précipitation de troubles psychotiques.

## Classification internationale des maladies ICD-10
- F10.5 alcool[1],[2],[3] : l'alcool est un risque fréquent d'épisodes psychotiques qui peuvent apparaître lors d'une intoxication aiguë, d'une consommation chronique ou d'un sevrage[4]. L'abus d'alcool augmente de 8 fois le risque de troubles psychotiques chez les hommes et de 3 fois chez les femmes[5],[6]. La majeure partie de ces troubles sont temporaires mais certains peuvent devenir persistants[4]. On peut la confondre avec la schizophrénie[7].
- F12.5 liée au cannabis : le cannabis, notamment certaines variétés contenant de fortes concentration de THC et de faibles proportions de CBD[8], peuvent diminuer le seuil de psychose[9]. Des études précédentes avaient été critiquées car elles ne prenaient en compte ni les autres drogues (comme le LSD) que les participants avaient consommé avant ou pendant l'étude ni d'autres facteurs comme une maladie mentale préexistante. Des études plus récentes, avec de meilleurs contrôles, ont cependant toujours retrouvé cette augmentation du risque de psychose chez les utilisateurs de cannabis[10]. Il n'est pas clair s'il s'agit d'un lien causal ou pas. Il est possible que le cannabis ne fasse qu'augmenter le risque de psychose chez les personnes déjà prédisposées. Il est possible que les personnes déjà psychotiques consomment du cannabis pour avoir un soulagement temporaire de leur souffrance psychique. L'utilisation de cannabis a augmenté dramatiquement depuis quelques dizaines d'années mais a diminué plus récemment. Cependant la fréquence des psychoses n'a pas augmenté. Ceci suggèrerait que ce ne soit pas la seule cause chez la plupart des utilisateurs[11].
- F13.5 hypnotiques et sédatifs (barbituriques[12],[13] et benzodiazépines[14],[15],[16]). Les effets des traitements sédatifs peuvent être paradoxaux[17]. On peut estimer l'incidence de ces effets indésirables à 5 %, même en cas d'utilisation de courte durée[18]. Les réactions paradoxales peuvent consister en une dépression, avec ou sans risque suicidaire, des phobies, de l'agressivité, un comportement violent et parfois d'autres symptômes parfois considérés comme psychotiques[19],[20]. Cependant, des troubles psychotiques sont plus fréquents lors d'un syndrome de sevrage[21].
- F 14.5 cocaïne[22].

- F 15.5 autres psychostimulants : amphétamines[23], méthamphétamine [23], méthylphénidate[23].

Le code F15.5 inclut aussi les psychoses induites par la caféine, qui n'est pas listée dans le DSM IV, même s’il y a des preuves que la consommation de caféine à des doses extrêmement élevées ou un abus sévère pendant de longues périodes peut induire une psychose,.
- F 16.5 autres hallucinogènes : LSD et autres.

Le code F11.5 est réservé aux psychoses induites par les morphiniques. Le code F17.5 est réservé aux psychoses induites par le tabac. Cependant, aucune de ces substances n'est traditionnellement associée à l'induction de psychose.

## Autres
- On a montré que des antibiotiques de type fluoroquinolone étaient liés à des cas sévères de psychoses toxiques qui étaient rapportées comme irréversibles et permanentes[26],[27],[28],[29],[30],[31],[32],[33]. La méfloquine (Lariam), une substance proche, a été associée aux psychoses[34],[35].
- Certains traitements accessibles sans ordonnance :
  - la dextrométhorphane[36],[37] ;
  - certains anti-histaminiques à forte dose[38],[39],[40],[41] ;
  - la phénylpropanolamine[42], interdite en France.
- Des médicaments sur ordonnance :
  - la prednisone et les autres corticostéroïdes[43] ;
  - les médicaments anti-cholinergiques[44],[45] :
    - atropine, scopolamine[46] ;

  - la L-DOPA[47] ;
  - des anti-épileptiques[48].
- des drogues illégales (en plus de celles citées plus haut) :
  - la MDMA (ecstasy)[49] ;
  - la phéncyclidine (PCP)[50] ;
  - la kétamine.
- Des composés chimiques utilisés à des fins récréatives :
  - les JWH-018 et d'autres dérivés du cannabis (par exemple "Spice", "Kronic", "MNG" or "Mr. Nice Guy", "Relaxinol")[51] ;
  - la méphédrone et des drogues amphétamine-like vendues comme "sels de bains" ou "nourriture de plante"[52].
- Des plantes :
  - la liane d'argent hawaïenne (contient de l'ergine) ;
  - la belle de jour ;
  - la datura[53] ou stramoine (contient des substances anticholinergiques) ;
  - la belladone ou belle dame (contient de l'atropine) ;
  - la sauge des devins[54] (contient de la Salvinorine A).
- Des solvants volatils et des gaz :
  - le toluène[55],[56] trouvé dans la colle, la peinture, les diluants de peinture ;
  - le butane[57] ;
  - l'essence (pétrole)[58].